# Vigabatrin
Il  Vigabatrin (anche noto come vigabatrina) è un farmaco anticonvulsante che inibisce il catabolismo del GABA, agendo come substrato suicida sulla GABA-transaminasi, l'enzima responsabile della degradazione del GABA, principale neurotrasmettitore di tipo inibitorio nell'uomo.
È un anticonvulsivante efficace quando associato ad altri farmaci anticonvulsivanti nelle forme di epilessie non controllate con la terapia convenzionale; specie nelle epilessie con convulsioni parziali.
In Italia è commercializzato dalla Sanofi Aventis dal 1992 con il nome di Sabril.

## Storia
Il brevetto per l'uso risale al 1989 (Inghilterra e Irlanda), I primi danni riscontrati al campo visivo sono stati registrati nel 1997.

## Indicazioni
Viene utilizzato come terapia contro l'epilessia nel caso in cui altri principi non hanno mostrato efficacia (refrattaria) e da utilizzare in associazione ad altri principi attivi, dove studi confermano la diminuzione degli episodi epilettici a seguito di tale somministrazione. Inoltre, si utilizza nella sindrome di West, chiamata anche spasmo infantile, una severa forma di epilessia di sconosciuta eziologia e con prognosi negativa, la cui somministrazione sembra provocare un miglioramento nella loro qualità della vita. L'utilizzo è esclusivamente in monoterapia.

## Controindicazioni
Il comitato sulla sicurezza dei medicinali del Regno Unito ha avvertito della pericolosità del Vigabatrin: provoca danni al campo visivo, soprattutto alla retina manifestazioni nocive possono mostrarsi relativamente presto (dopo un mese dall'inizio della terapia) ma anche dopo molto tempo (si parla di diversi anni dall'inizio), il problema più grave è che smettendo la somministrazione del farmaco non si esauriscono nel tempo i danni visivi. Studi confermano tali dati anche in nazioni come la Cina.

## Dosaggi
- Epilessia, 1 g (dose massima 3 g)
- sindrome di West, 50 mg/kg (dose iniziale)

## Effetti collaterali
Fra gli effetti collaterali più frequenti si riscontrano  sonnolenza, edemi, vertigini, tremore, rash cutaneo, nausea, diarrea, parestesie, diplopia, psicosi, alopecia, la persona appare nervosa facilmente irritabile per via dell'aumento di concentrazione di ammine biogene interne, facilmente aumenta di peso. Indagini con imaging a risonanza magnetica dimostrano disfunzioni generiche che aumentano con la giovane età e dosi elevate.

## Meccanismo di azione
Il vigabatrin è un inibitore irreversibile dell'enzima GABA-transaminasi, responsabile del catabolismo di GABA, il cui eccesso agisce anche a livello spinale, provocando un rilasciamento della muscolatura.
Sembra che interagisca non solo con l'enzima ma anche con il suo cofattore, la vitamina B6.

### Generale
- British national formulary, Guida all’uso dei farmaci 4 edizione, Lavis, agenzia italiana del farmaco, 2007.

### Specifica
Sui difetti visivi  Wang QP, Jammoul F, Duboc A, Gong J, Simonutti M, Dubus E, Craft CM, Ye W, Sahel JA, Picaud S., Treatment of epilepsy: the GABA-transaminase inhibitor, vigabatrin, induces neuronal plasticity in the mouse retina., in Eur J Neurosci., vol. 27, aprile 2008.